# Husum (bij Nienburg)

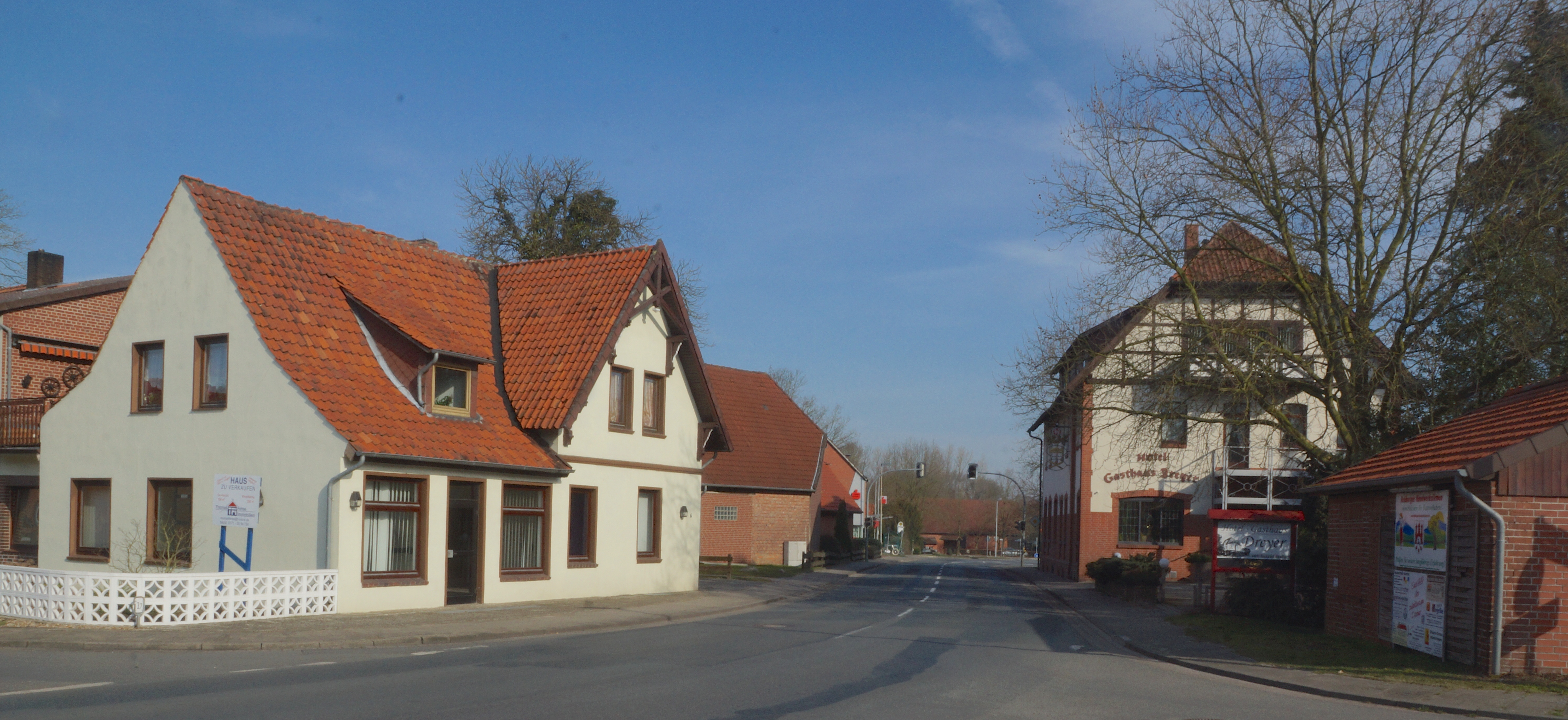
Nienborger Straat

Husum is een gemeente in de Duitse deelstaat Nedersaksen. De gemeente maakt deel uit van de Samtgemeinde Mittelweser in het Landkreis Nienburg/Weser.
Husum telt 2.335 inwoners.
De Wikimedia Commons|

## Plaatsen in de gemeente
- Husum,
- Bolsehle
- Groß Varlingen
- Schessinghausen

- Gemeinsame Normdatei: 4310622-5
- MusicBrainz: 5e47c343-ba5a-42d2-ac15-b3d6e145d557
- Virtual International Authority File: 249118940

Balge · 
Binnen · 
Bücken · 
Diepenau · 
Drakenburg · 
Estorf · 
Eystrup · 
Gandesbergen · 
Hämelhausen · 
Haßbergen · 
Hassel (Weser) · 
Heemsen · 
Hilgermissen · 
Hoya · 
Hoyerhagen · 
Husum · 
Landesbergen · 
Leese · 
Liebenau · 
Linsburg · 
Marklohe · 
Nienburg/Weser · 
Pennigsehl · 
Raddestorf · 
Rehburg-Loccum · 
Rodewald · 
Rohrsen · 
Schweringen · 
Steimbke · 
Steyerberg · 
Stöckse · 
Stolzenau · 
Uchte · 
Warmsen · 
Warpe · 
Wietzen